# Kazimir Malévich
Kazimir Severínovich Malévich (en ruso, Казими́р Севери́нович Мале́вич 11 de febrerojul./ 23 de febrero de 1879greg., Kiev-15 de mayo de 1935, Leningrado) fue un pintor ucraniano de origen polaco, creador del suprematismo, uno de los movimientos de la vanguardia ucraniana del siglo XX.

## Biografía
Su padre era un supervisor en refinerías de azúcar por lo que se vio obligado a viajar constantemente. En Parjómovka (raión de Krasnokutsk de Járkov), Kazimir completa los cinco años de Escuela de Agricultura; le gusta el campo y aprende por sí mismo a pintar los paisajes y los campesinos que le rodean. En Konotop (óblast de Sumy) se dedica exclusivamente a pintar y produce su primera obra. A mediados de los años noventa consigue ser admitido en la Academia de Kiev.
En 1886, la familia se traslada a Kursk, donde el padre consigue un trabajo en el ferrocarril. Hablaba ucraniano y polaco y le resultaba difícil entender el ruso. A través de reproducciones, Malévich conoce el trabajo de Iván Shishkin e Iliá Repin, dos pintores naturalistas pertenecientes a un grupo conocido como Peredvízhniki.
Empieza a pensar que su misión como artista es representar la naturaleza lo más objetivamente posible. Entre los empleados del ferrocarril, encuentra algunos aficionados y amantes del arte con los que forma una asociación y un estudio cooperativo. Allí oye hablar de las Escuelas de San Petersburgo y Moscú. Siente la necesidad de formarse académicamente y va a Moscú en 1904. Su trabajo, en esta época, siempre pintura del natural, se hace cada vez más impresionista. Fue un período relativamente largo y estable, en el que su atención se centra en los estudios de paisajes, con composiciones sólidas, a pesar de la fragmentación, En conjunto, estos trabajos producen una impresión estática y extraña, lo que sería más adelante el contenido típico de Malévich, la expresión de sus ideas esenciales.[cita requerida]
En Muchacha con flor de 1903 se advierte un acercamiento al estilo de Pierre Bonnard. En esta etapa impresionista, Malévich reinterpreta la descomposición y la saca hacia la superficie de la tela, concentrándose en el plano pictórico, lo cual le posibilita el desarrollo de otros sistemas; de hecho, todos los artistas rusos pasaron por una etapa impresionista cuando ya este movimiento había pasado en Francia, aportándole entonces elementos y hallazgos de las últimas tendencias.
A su llegada a Moscú, visita la Escuela de Pintura, Escultura y Arquitectura. En la primavera de 1905 vuelve a Kursk y sigue pintando del natural: su trabajo adquiere una calidad neoimpresionista.
Vuelve a Moscú en otoño y toma parte en la Batalla de las Barricadas. Su primera exposición tiene lugar en 1907, cuando participa con dos dibujos en la XIV Muestra de la Asociación de Artistas de Moscú; entre los participantes se encuentran Natalia Goncharova, Vasili Kandinski y Mijaíl Lariónov.
En 1907, tiene lugar la exposición Vellocino de Oro, en la que se incluye una importante aportación de arte francés (Pierre Bonnard, Georges Braque, Paul Cézanne, André Derain, Paul Gauguin, Albert Gleizes, Henri Matisse, etc) y del español Pablo Picasso, que Malévich ve por primera vez.
En 1908, se advierte en su obra un interés creciente por los iconos rusos y el arte popular del lubok. Bañistas, este mismo año, aporta al estilo impresionista algunos elementos del estilo moderno, y en los autorretratos de finales de la década Malévich evidencia las influencias del Fauvismo y el Expresionismo; sin embargo, es el Neoprimitivismo el estilo moderno que más le influye, un estilo en el que retrata campesinos trabajando en los campos o en las iglesias, con formas densas y sólidas, en actitudes estáticas, casi congeladas, en donde descubre una nueva forma de construir el cuadro solo a través del volumen.

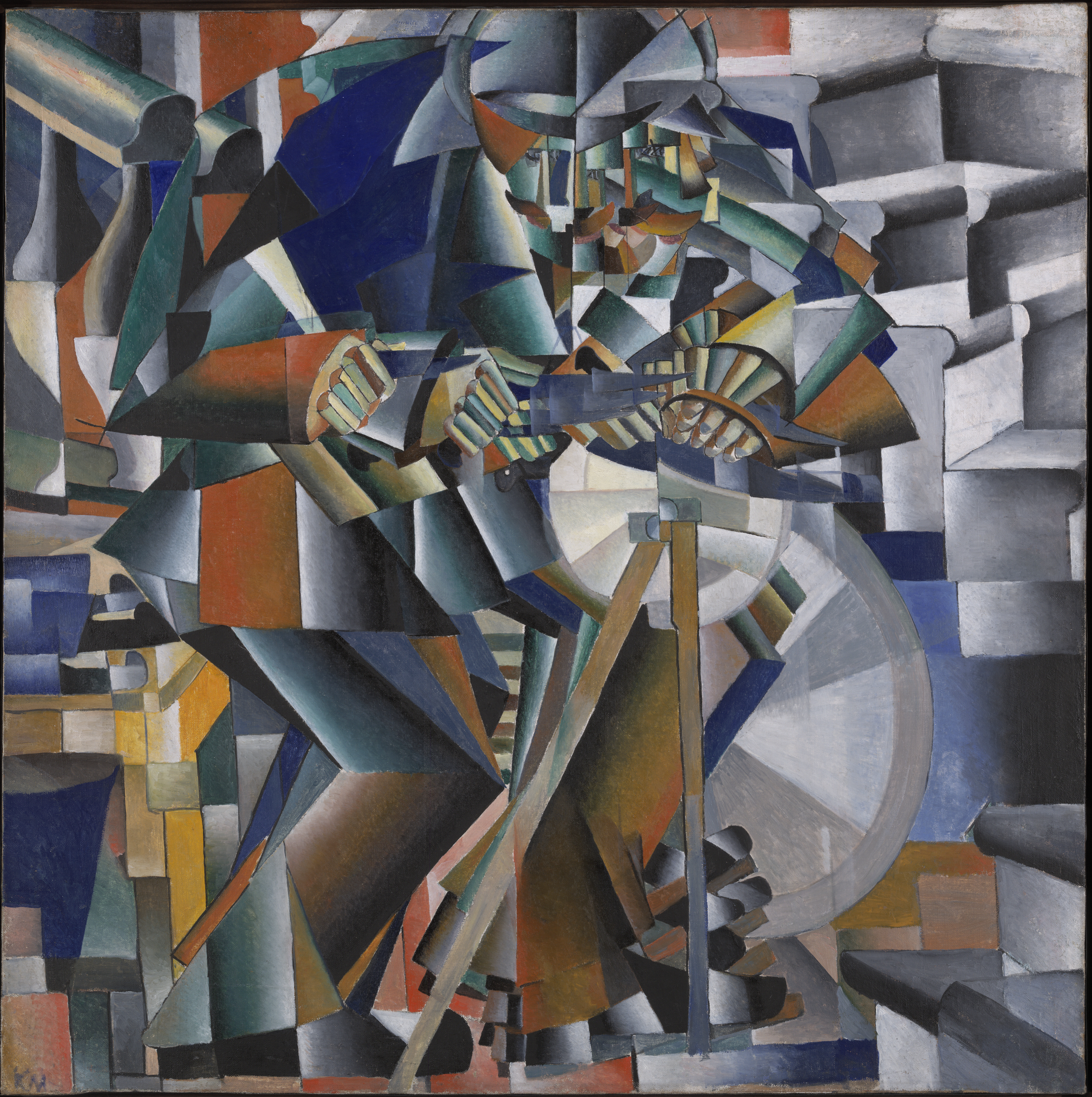
El afilador de cuchillos, de 1912.

En 1909, se casa con Sofía Rafalóvich. Un año más tarde participa en una serie de exposiciones organizadas por Mijaíl Lariónov y Natalia Goncharova, como Sota de Diamantes. En 1911 muestra en el Primer Salón de Moscú tres series de obras (amarillo, blanco y rojo) en las que intenta integrar sus experimentos con el color en un nuevo sistema. En abril participa en la tercera exposición del grupo de San Petersburgo Soyuz molodyozhi (Unión Joven), junto con Natalia Goncharova, Mijaíl Lariónov y Vladímir Tatlin. 1911 es también el año de su época cubista (Retrato de Kliun), de un cubismo ortodoxo cercano al del Braque y Picasso. En 1912 pinta El afilador de cuchillos, donde combina sus método personal con los del futurismo.
A finales de 1912, participa en una exposición internacional donde muestra Mujer con cubos y niño. Participa también en la V exposición de la Unión Joven de San Petersburgo con obras como En el campo y Retrato de Kliun. En diciembre sale a la luz el manifiesto Bofetada al gusto público, de Vladímir Mayakovski y Velimir Jlébnikov, donde afirman el derecho del poeta a crear nuevas palabras utilizando arbitrariamente vocablos, formas y fragmentos; en ese mismo mes diseña los decorados de la ópera Victoria sobre el sol de Mijaíl Matiushin y Alekséi Kruchónyj; los figurines contenían muchos de los esquemas compositivos del futuro Suprematismo. También son de 1913 algunas de sus obras cubofuturistas.
En 1914, Tommaso Marinetti, el creador del Manifiesto Futurista italiano, visita Moscú; en febrero, Malévich y Morgunov hacen una demostración futurista. En ese mismo año participa con varias obras en el Salón de los Independientes de París. El año siguiente participa en la exposición Tranvía V: Primera Exposición Futurista en Petrogrado con Mujer en el tranvía y Caballero en Moscú.

### Nacimiento del suprematismo

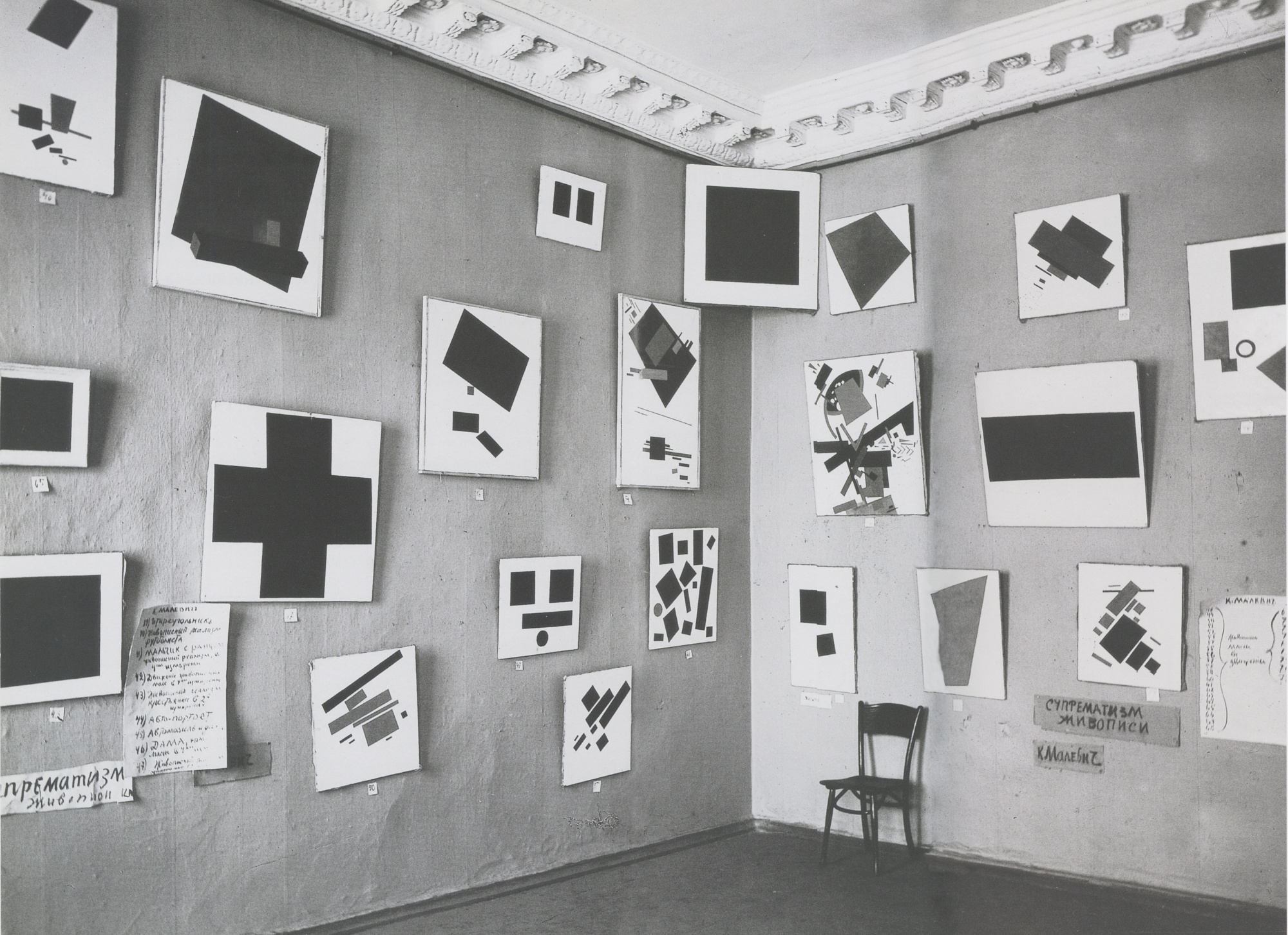
21 de las 39 obras expuestas por Malévich en la exposición 0,10. 1915

1915 es el año del nacimiento del Suprematismo, en un texto escrito por Malévich para presentar su propio trabajo en una segunda exposición llamada Última Exposición Futurista: 0,10. En esta exposición realizada en Petrogrado y donde abandona el futurismo, cuelga treinta y nueve obras abstractas y las presenta como el nuevo realismo pictórico, entre ellas el famoso Cuadrado negro, que supone un giro capital en la evolución de Malévich y de toda la pintura moderna.

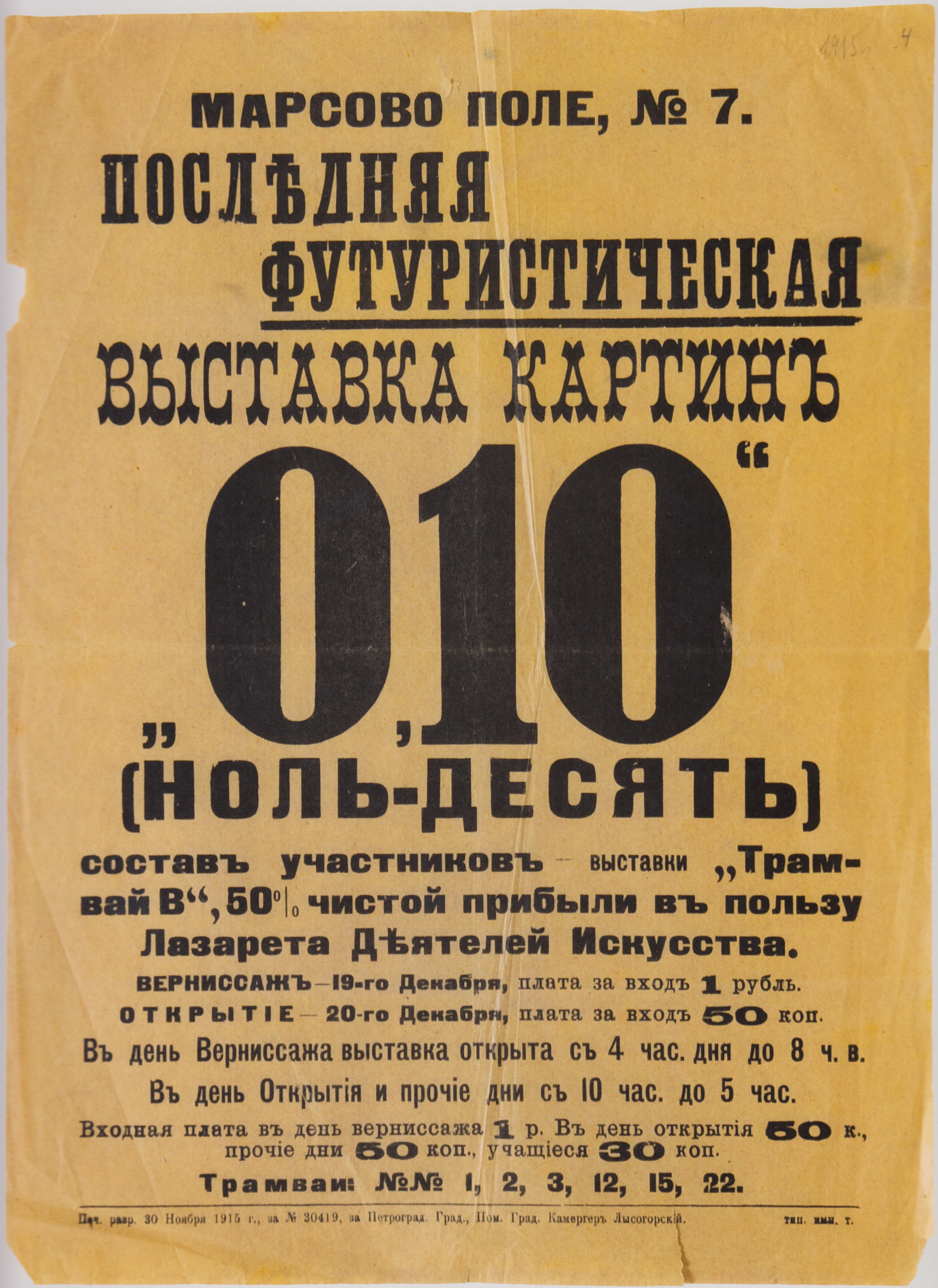
Cartel de la exposición Última Exposición Futurista: 0,10. 1915

Publica un pequeño folleto que titula Desde el cubismo al suprematismo en arte, el nuevo realismo en pintura, hacia la absoluta creación, en donde explica el significado de su nuevo trabajo; al año siguiente edita un nuevo folleto titulado Desde el cubismo y el futurismo al suprematismo, el nuevo realismo pictórico.
Con el suprematismo, Malévich reduce los elementos pictóricos al mínimo extremo (el plano puro, el cuadrado, el círculo y la cruz) y desarrolla un nuevo lenguaje plástico que podría expresar un sistema completo de construcción del mundo (Malévich).
Se plantea con el Suprematismo, la tarea ingente de recodificar el mundo, "Malévich dominó las condiciones de la existencia humana, de modo que pudo operar con un lenguaje cósmico para afirmar el orden global y las leyes generales del universo". El sistema fue construido en toda su complejidad. Malévich escribió: "Las claves del Suprematismo me están llevando a descubrir cosas fuera del conocimiento. Mis nuevos cuadros no sólo pertenecen al mundo". "Cuadrado negro no sólo retó a un público que había perdido interés por las innovaciones artísticas, sino que hablaba como una forma nueva de búsqueda de Dios, el símbolo de una nueva religión" (Sarabiánov).

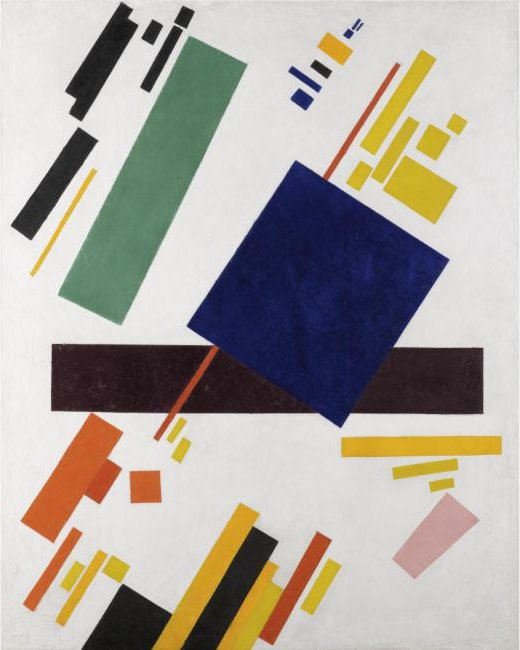
Composición suprematista, 1916.

En 1916, continúa con sus actividades públicas para dar a conocer la nueva tendencia: con Iván Puní, otro suprematista, da una lectura popular-científica sobre el Cubismo, el Futurismo y el Suprematismo, así como una demostración de cómo el dibujo del natural es la base del Cubofuturismo.
En 1917, es elegido jefe del Departamento de Arte de los Soldados del Soviet delegados en Moscú. En los primeros días de la Revolución de Octubre es nombrado por el consejo supervisor de las colecciones del Kremlin. Sigue exponiendo su obra suprematista con la Sota de Diamantes y se opone a los tradicionalistas, quienes se enfrentan a los artistas de vanguardia que apoyan la revolución.
En 1918, es llevado a Petrogrado para dirigir uno de los Estudios de los Talleres Libres del Estado; diseña los decorados para la gran obra de Vladímir Mayakovski Misteria Bouff, dedicada a la revolución y representada en Petrogrado.
En 1919, Mijaíl Lariónov y Natalia Goncharova se salen de la asociación Sota de Diamantes, debido a la excesiva atención que se le presta al arte occidental en detrimento de las innovaciones rusas; organizan su propia exposición con varios simpatizantes, la titulan La Cola de Burro y participan, entre otros, Malévich, Tatlin y el recién llegado Marc Chagall. En esta muestra, Malévich presenta un gran grupo de obras neoprimitivistas, con la vida campesina y la naturaleza como tema central. Traba amistad con Mijaíl Matiushin, que está tratando de organizar una colaboración entre la Sota de Diamantes y la Unión Joven.
Ese mismo año (1919), participa en la Conferencia sobre los Museos, donde se decide establecer los Museos de Cultura Artística, museos solo para el arte de vanguardia; participa en la X Exposición Anual en Moscú con dieciséis obras suprematistas, entre ellas, las serie de cuadros blanco sobre blanco que son contestadas por Aleksandr Ródchenko con la serie de negro sobre negro. En junio termina su largo ensayo teórico Sobre el nuevo sistema de Arte. En septiembre, por sugerencia de El Lissitzky, acude a trabajar a la Escuela de Arte de Vítebsk, donde trata de introducir un nuevo concepto de educación artística, en el que todas las formas del arte se basen en el Suprematismo y se integren en un sistema universal. En diciembre de 1919 tiene lugar la primera retrospectiva de su obra en la XVI Exposición Nacional de Moscú.
En 1920, pone en práctica en una obra sus ideas sobre la colectivización del Arte y la enseñanza en Vítebsk, que titula con el nombre de UNOVÍS (Utverdíteli nóvogo iskusstva - Forjadores del arte nuevo); también es el año de finalización del Suprematismo. Algún tiempo antes, Malévich había trasladado el énfasis creativo a la investigación teórica.
En 1921, surgen diferencias en torno al método y trata de instaurarlo en Moscú, donde choca con las ideas del Constructivismo y, especialmente, con Vladímir Tatlin. El año siguiente, completa su texto Suprematismo. El mundo como no-objetividad y participa en una exposición colectiva en Berlín con obras cubistas y suprematistas. La exposición viajará más tarde al Stedelijk Museum de Ámsterdam.
En 1923, comienza sus investigaciones sobre una arquitectura suprematista en diversos dibujos y apuntes, y es nombrado director del nuevo departamento de investigación del Museo de Cultura Artística. Ese año muere su segunda mujer pero continúa viviendo en su dacha de Nemchínovka, cerca de Moscú. En el verano de 1923 participa en la XIV Bienal de Venecia con un Cuadrado negro, un Círculo negro y una Cruz negra.
En 1925, asume la dirección del departamento de investigación dejado por Tatlin, y realiza modelos en madera de su arquitectura suprematista a los que denomina arjitektons. Se casa por tercera vez. En 1926, el departamento del Museo cierra, y él termina su texto Introducción a la teoría del elemento adicional en pintura, que no llegará a publicarse. En 1927 viaja a Polonia y a Berlín; en abril visita la Escuela de la Bauhaus de Dessau y conoce a Gropius y a Moholy-Nagy, quien se encarga de conseguir publicar en Alemania algunos de sus escritos, entre ellos «Die gegenstandslose Welt» (El mundo sin objetos); a través de la asociación de los arquitectos progresistas de Berlín, realiza una exposición en el Grosse Berliner Kunstausstellung. Planea la idea de rodar una película suprematista con Hans Richter. A su vuelta de Alemania continúa trabajando en el Instituto Estatal para la Historia del Arte en Leningrado.
En 1929, los historiadores del Instituto, que no están de acuerdo con sus ideas, se las arreglan para echarlo, pero es solicitado para trabajar dos semanas y media por mes en el Instituto de Arte de Kiev. En ese mismo año se organiza una retrospectiva de su obra en la galería Tretiakov de Moscú que viaja después a Kiev y participa en algunas colectivas en Berlín y Viena. En el otoño de 1930, el NKVD interrogó a Kazimir Malévich en Leningrado y dijo que su nacionalidad era ucraniana. Se lo acusa de espionaje polaco, se le amenaza con la ejecución. La historiadora del arte ruso Irina Vakar logró acceder al caso criminal del artista y descubrió que Malévich se hacía llamar ucraniano (había nacido en Ucrania, en donde es considerado un artista ucraniano). Permaneció durante tres meses en prisión.
En 1932, se le concede un laboratorio para experimentar en el Museo Estatal Ruso. Su trabajo es ampliamente representado en la exposición Quince Años de Arte Ruso y su obra vuelve a finales de los años veinte a la figuración (Hombre y Caballo).
En 1935, participa con cinco retratos en la Primera Muestra de Artistas de Leningrado, que será su última exposición en la Unión Soviética hasta 1962. En 1936, sus obras dejadas como regalos durante su viaje a Alemania son seleccionadas por Alfred H. Barr, director del Museo de Arte Moderno de Nueva York, para ser incluidas en cubismo y arte abstracto. Muere el 15 de mayo de ese año y como homenaje a su contribución al arte, el ayuntamiento de Leningrado costea sus exequias.

## Obras selectas

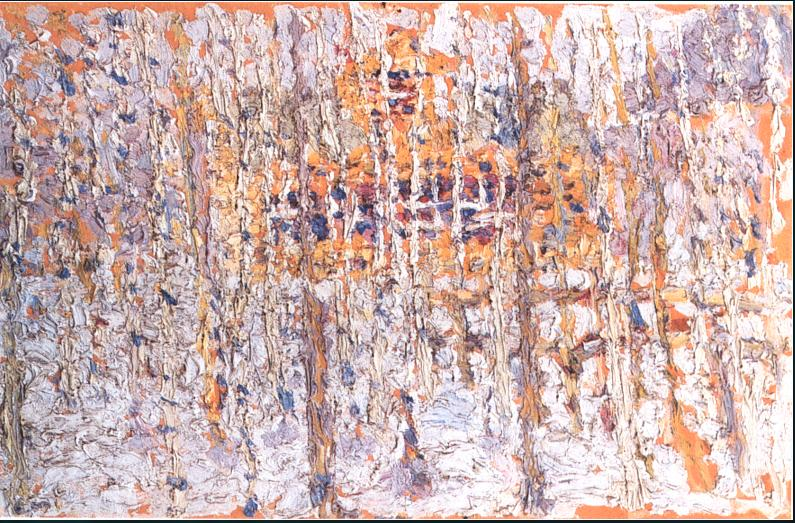
Paisaje con una casa amarilla, 1906, Museo Estatal Ruso
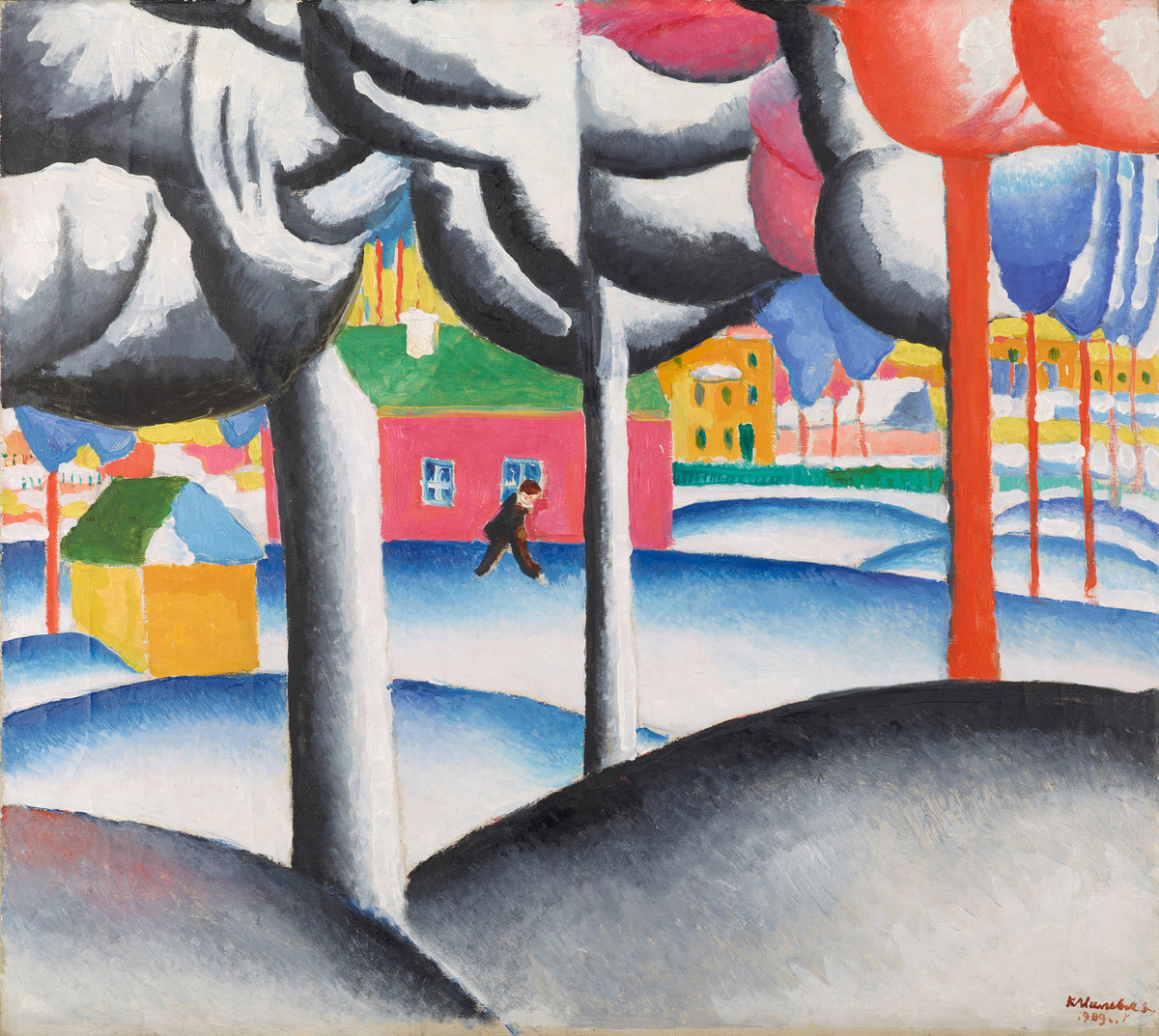
Paisaje (Invierno), 1909, Museo Ludwig
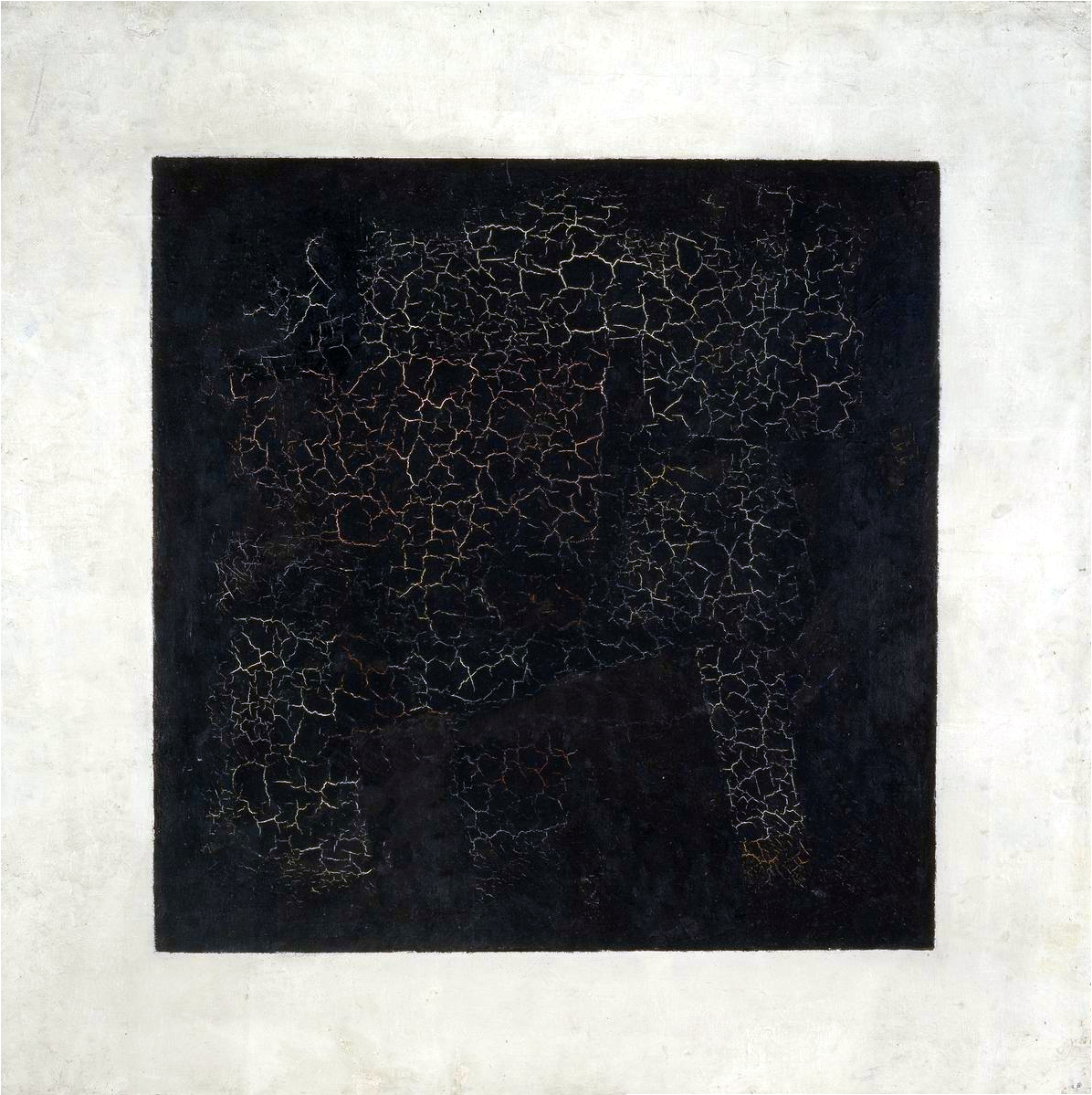
1915 Cuadrado negro, Galeria Tretiakov
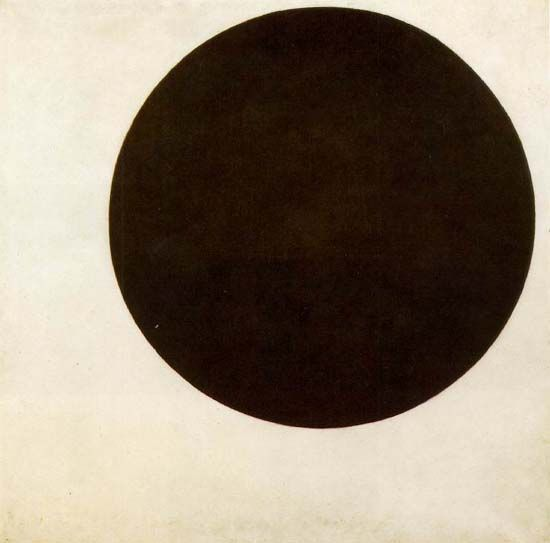
1915, pintado 1924 Círculo negro, Museo Estatal Ruso
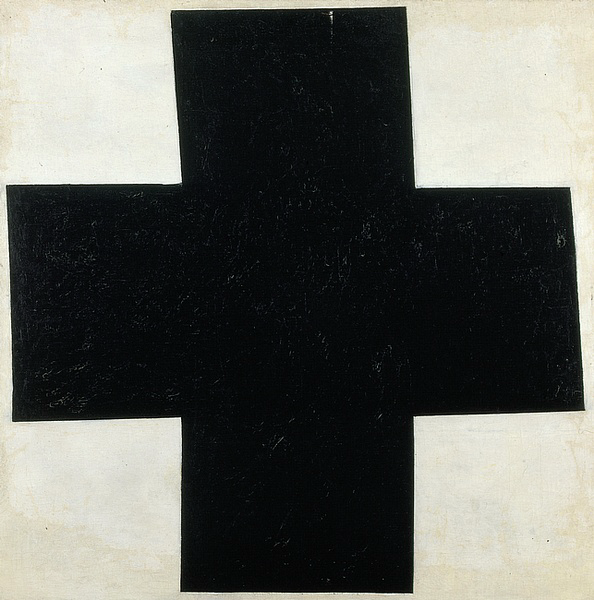
1915 Cruz negra, Centro Pompidou
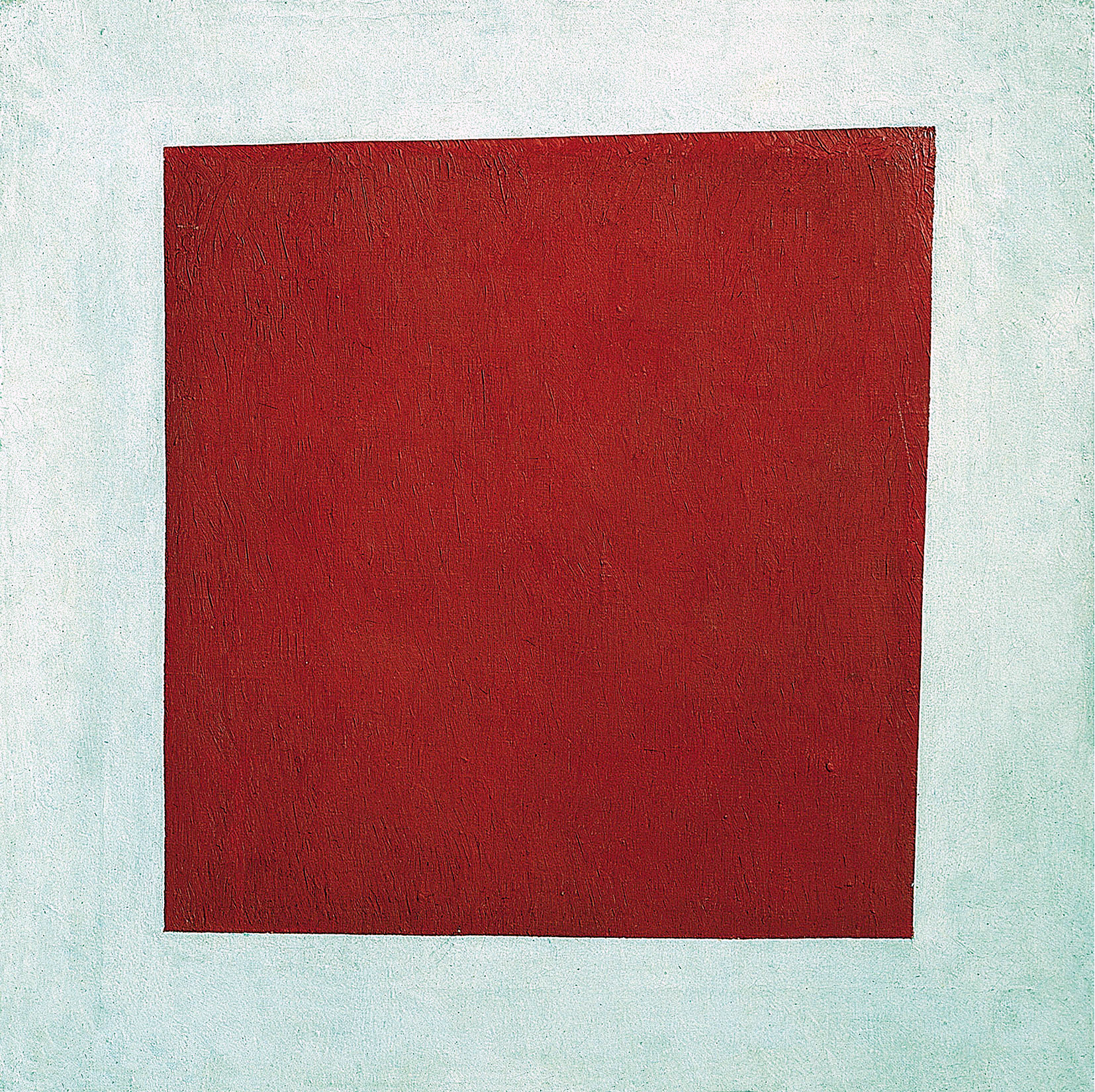
1915 Cuadrado rojo suprematista, Museo Estatal Ruso
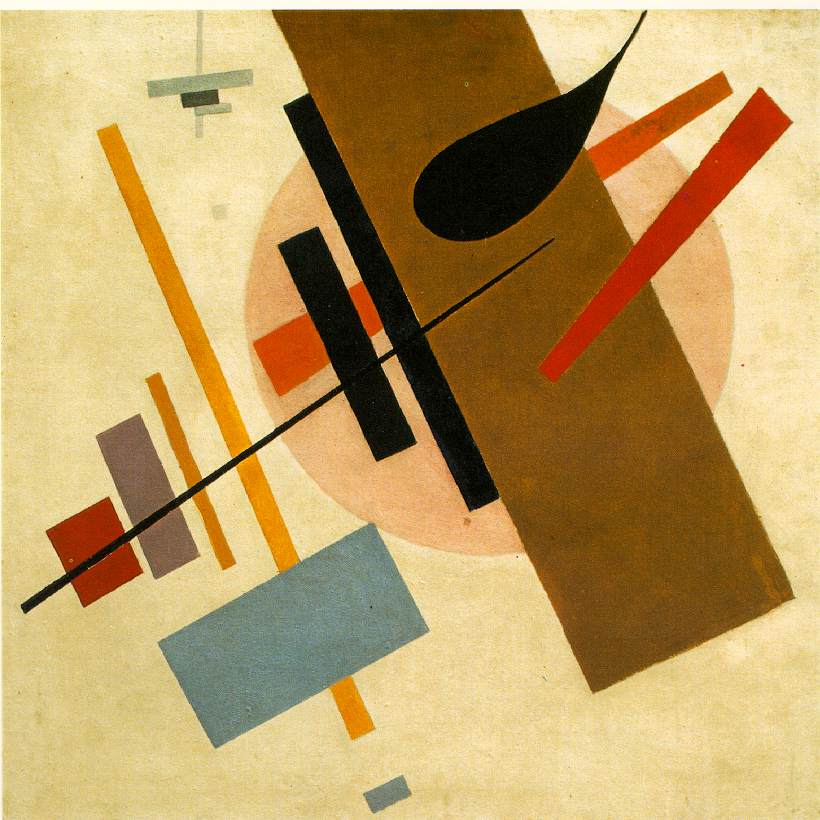
Suprematismo (Supremus No. 58), 1916, Museo de Arte, Krasnodar
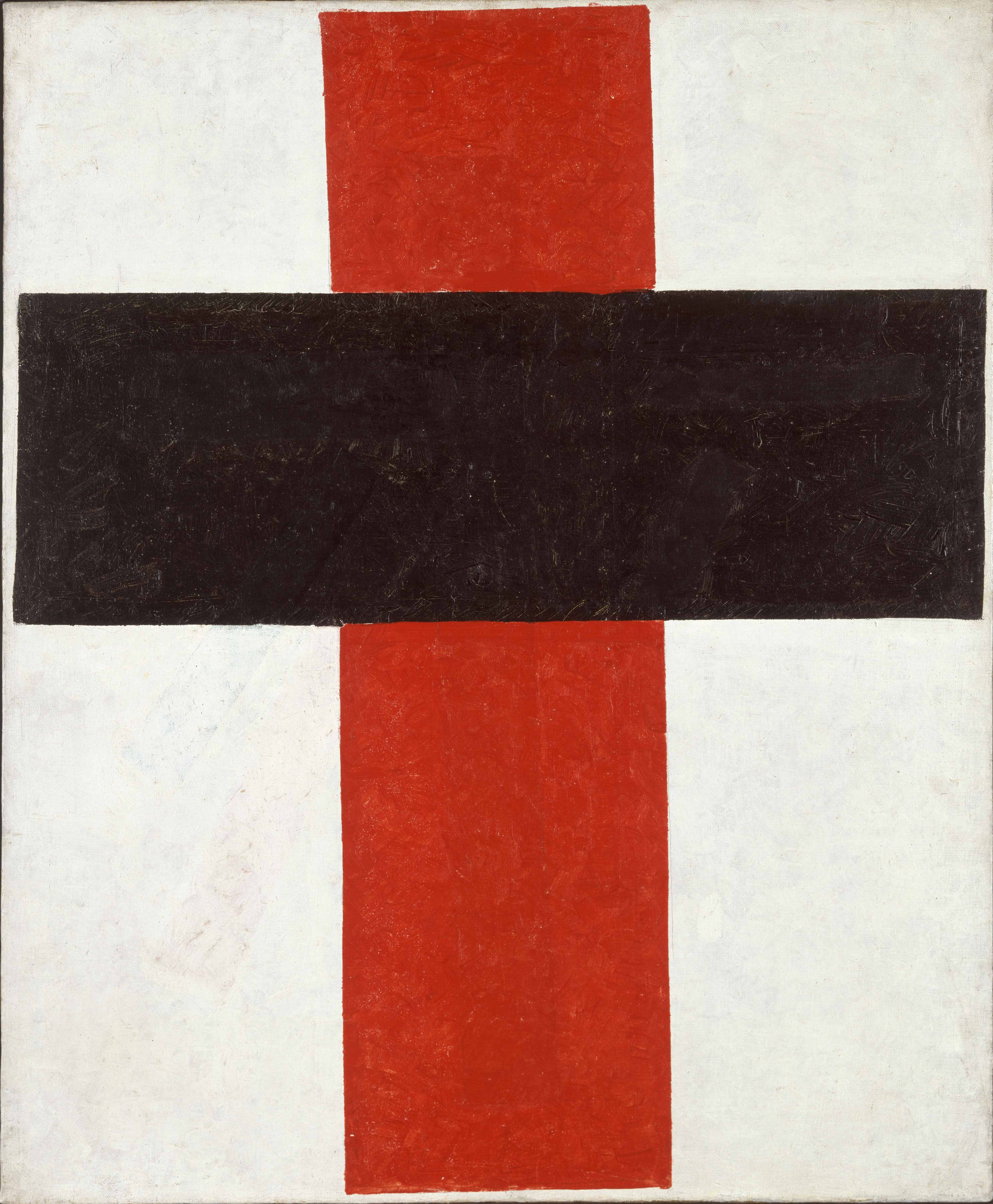
Suprematismo: cruz negra y roja, circa 1918, Museo Stedelijk
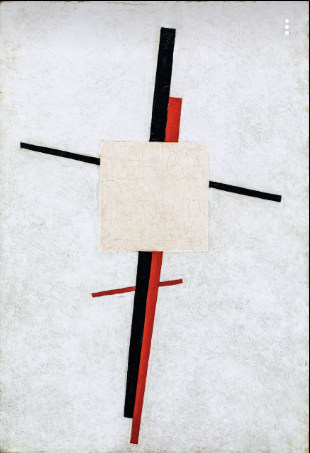
Suprematism-spirit 1919-1920, Colección Privada, Vienna
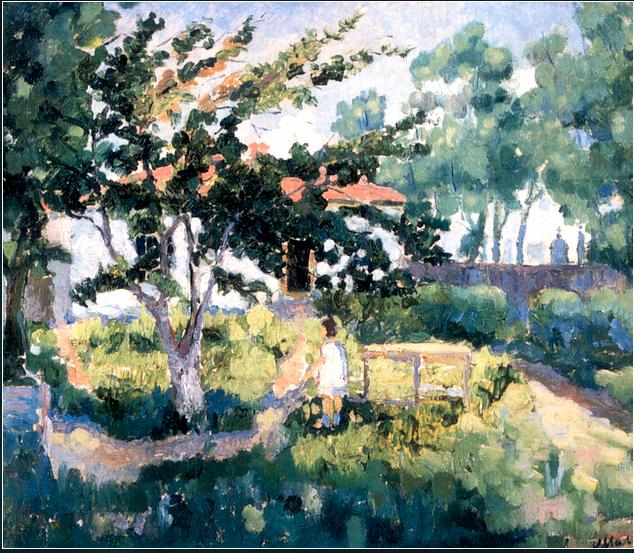
Paisaje de verano, 1929, Museo Estatal Ruso
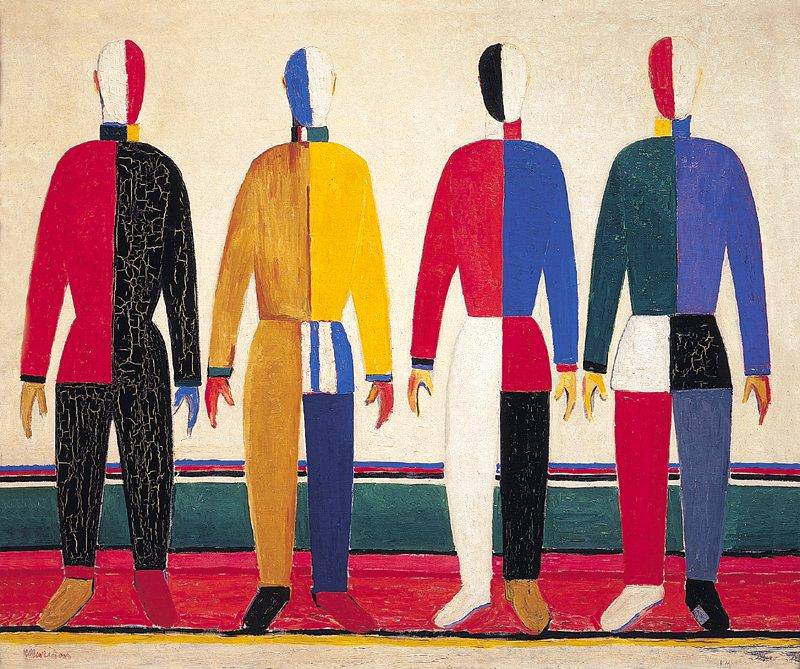
Deportistas, 1930-1931, Museo Estatal Ruso
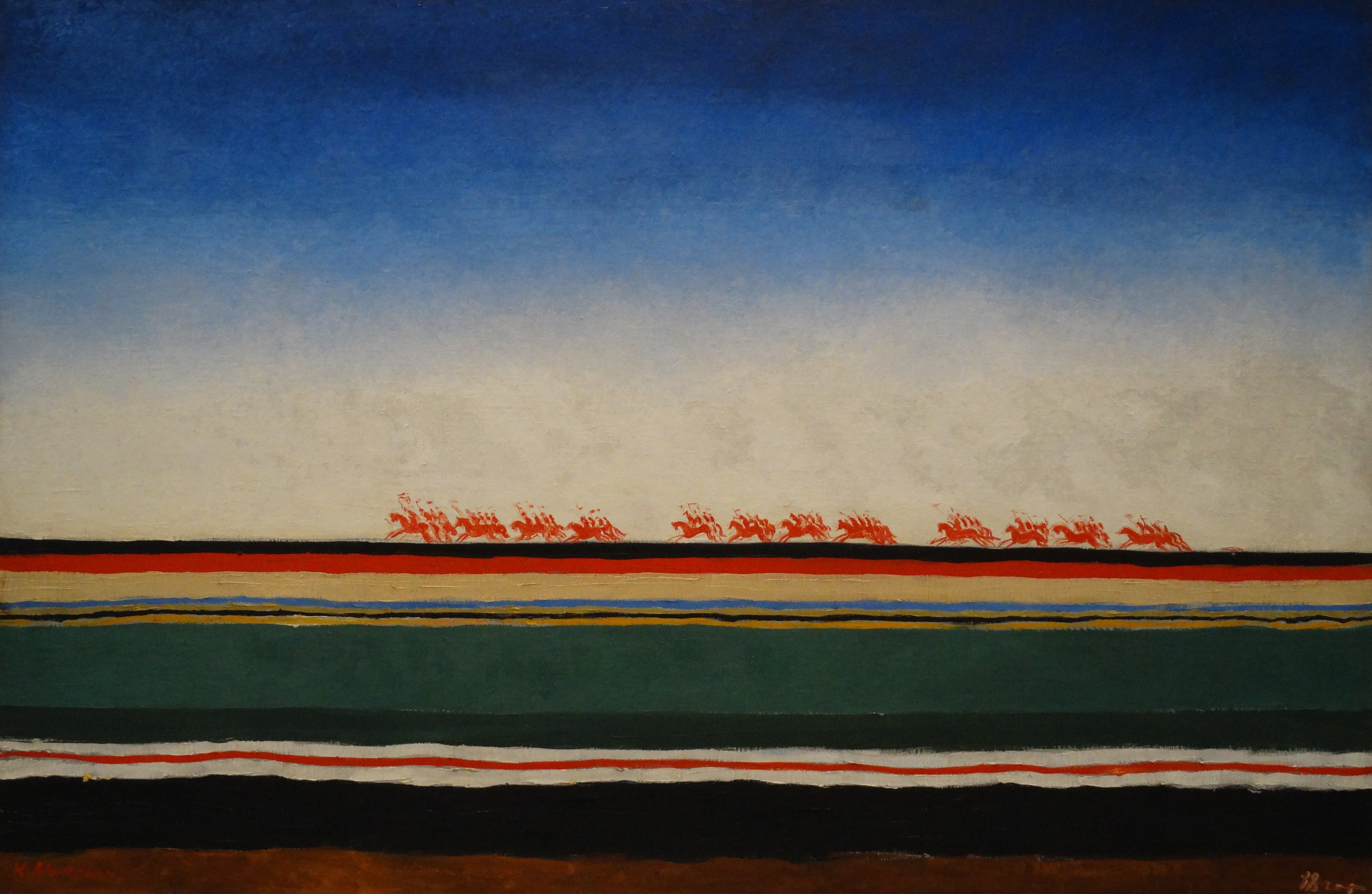
La carga de la caballería roja, 1928-1932, Museo Estatal Ruso
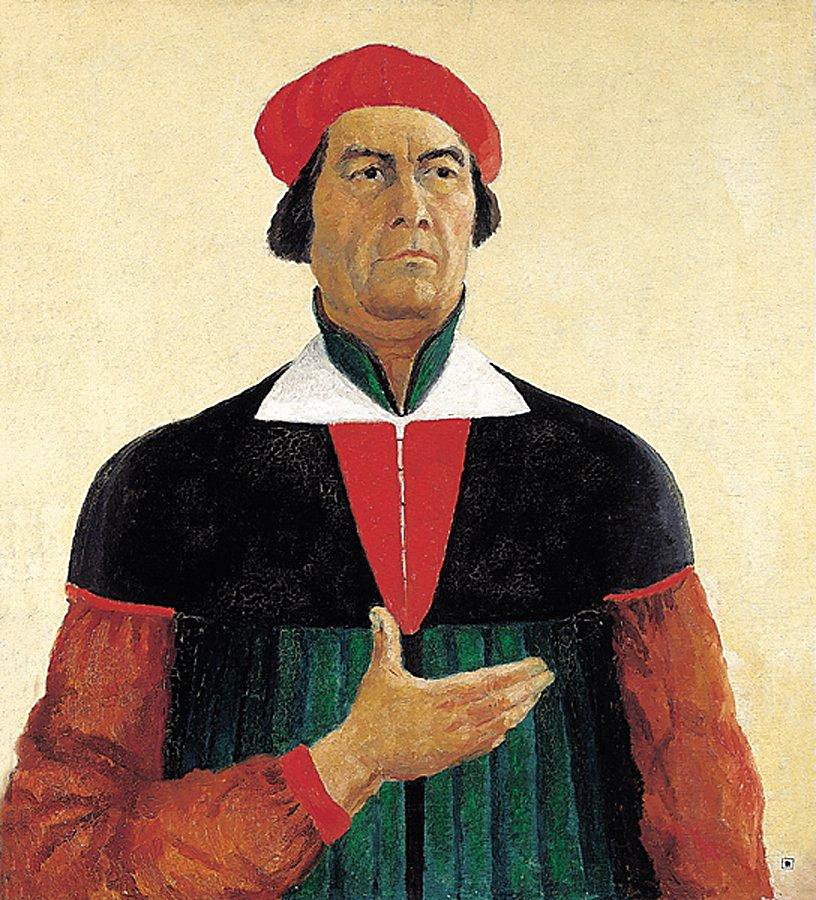
Autorretrato, 1933, Museo Estatal Ruso
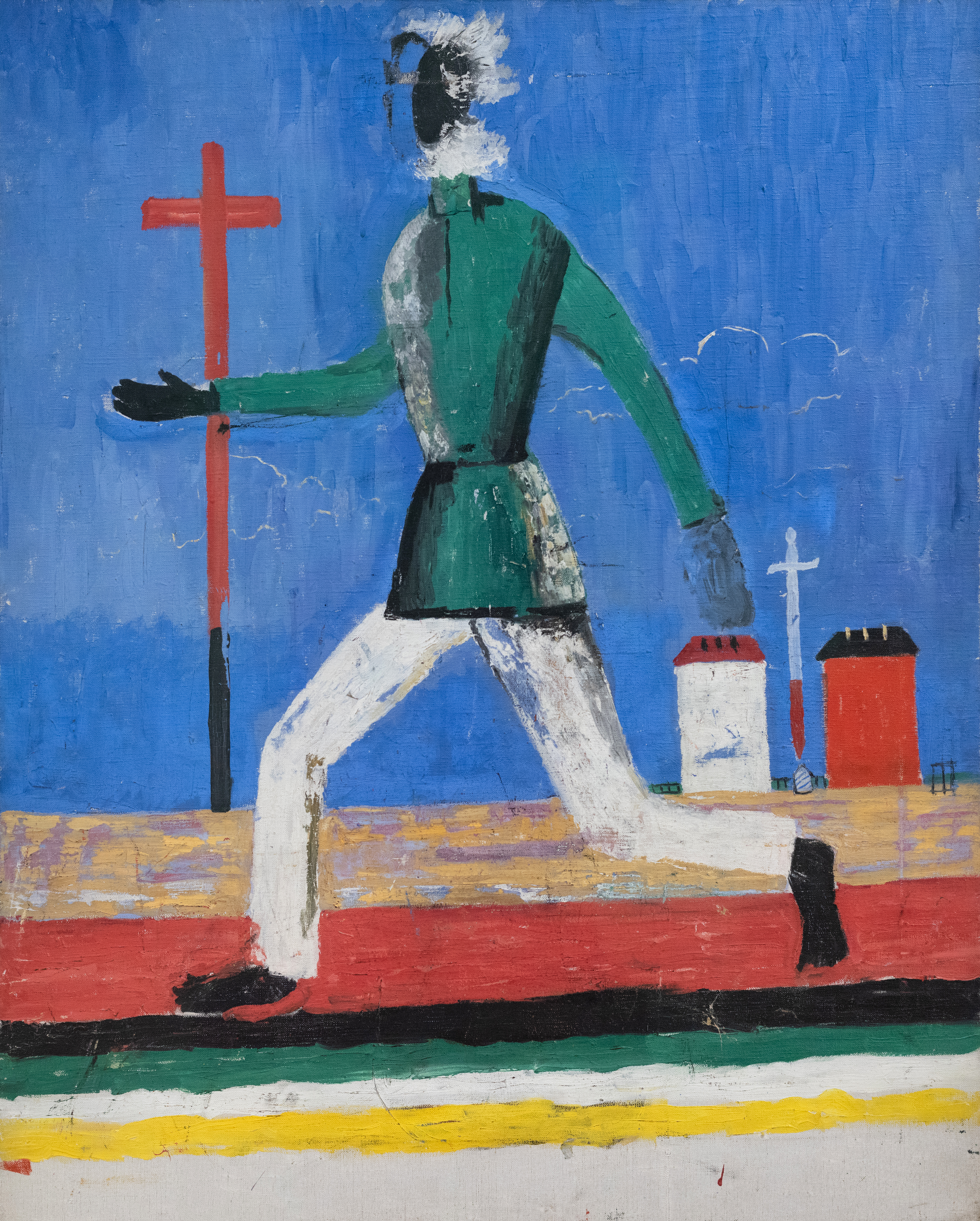
El hombre que corre, 1930